# Polyrhachis magnifica
Polyrhachis magnifica är en myrart som beskrevs av Menozzi 1926. Polyrhachis magnifica ingår i släktet Polyrhachis och familjen myror. Inga underarter finns listade i Catalogue of Life.